# La narcotici
La narcotici è una serie televisiva trasmessa in prima visione su Rai 1 nel 2011 con il titolo Caccia al re - La narcotici, e poi nel 2015 con il titolo Sfida al cielo - La narcotici 2 (una sorta di spin-off), con una trama parzialmente incongruente tra le due stagioni.

## Trama

### Prima stagione -Caccia al Re
Il vice questore Daniele Piazza (Gedeon Burkhard), viene incaricato di guidare la sezione narcotici, dopo aver trascorso molti anni nella sezione antirapina. Daniele vive  insieme alla figlia Sara (Laura Glavan), di 17 anni, con la quale ha un bellissimo rapporto. Nella squadra sono presenti poliziotti con molti anni di esperienza alle spalle come il commissario(poi vice questore) Daria Lucente (Raffaella Rea), il vice commissario Salvo Sciarpa, detto Conte (Sergio Friscia), Eva Crete, detta Mila (Alina Nedelea) e Anselmo Rocca, detto Snoopy (Denis Fasolo) i quali hanno il compito di combattere contro i narcotrafficanti con a capo Ivano Consanti (Stefano Dionisi), denominato l’ Ottavo Re di Roma. Inizia la sfida per catturare il Re. Durante le indagini, si intrecciano le storie di ragazzi che vengono a contatto con le sostanze stupefacenti: tra di questi c'è Giacomo (Francesco Mistichelli), esperto di computer, la sua fidanzata Ludovica (Francesca Ferrazza) e il suo migliore amico Marco (Andrea Miglio Risi), fidanzato di Sara. Giacomo inizia a venire in contatto con la droga che traffica la banda di Consanti, e insieme a Ludovica cominciano presto a farne uso.
Intanto Daniele e la sua squadra cominciano ad indagare sulle morti di giovani ragazzi che avvengono a causa della droga, e su altri che invece la spacciano. Daniele pensa di infiltrarsi nella banda di Ivano Consanti, facendosi amico di Livio Vitale (Ricky Memphis), uno dei maggiori membri della banda. Si scopre presto che Consanti traffica insieme al suo migliore amico Federico Buratti (Michele D'Anca), e inoltre Daniele viene a sapere che il Re è l'uomo che tredici anni prima investì sua moglie, uccidendola e lasciando il vice questore da solo con una figlia di quattro anni, Sara. Proseguendo le indagini, la narcotici viene ostacolata dalle continue morti di giovani ragazzi a causa della droga e dalle pressioni che il questore e i vertici incitano alla squadra. Divenendo amico di Livio, Daniele conosce un altro pezzo grosso della banda, Franchino (Bruno Conti), uno dei principali spacciatori di Roma. Giacomo comincia a spingersi sempre più in là, e addirittura inizia a sfidare l'organizzazione che fa capo l'Ottavo Re di Roma contattandoli attraverso internet, con l'appellativo di Tsunami; nonostante le pressioni di Marco che cerca in tutti i modi di persuadere l'amico che quella è gente pericolosa, Giacomo procede per la sua strada.
Livio nel frattempo viene ucciso da Manolo, e Daniele si sente in colpa perché l'amico sia stato ucciso perché cercava di proteggerlo dagli altri membri della banda che non lo vedevano di buon'occhio; nel frattempo fra Daniele e Daria scoppia l'amore. Giacomo, intanto, vedendosi respinto dalla banda di Consanti, che pesta lui e violenta la fidanzata davanti ai suoi occhi, intimando loro di mollare il giro dello spaccio, decide di vendicarsi e così una sera piazza una bomba fatta in casa nel locale di Franchino provocando una devastante esplosione, che uccide il trafficante e ferisce molti dei presenti. Consanti vede il disastro pochi minuti dopo l'accaduto insieme al suo braccio destro Manolo Billotta (Libero De Rienzo).Quest'ultimo vorrebbe immediatamente far giustizia (visto che un loro socio all'interno del locale ha riconosciuto Giacomo quale autore dell'esplosione), ma Consanti preferisce prima risolvere la grana Buratti. Questi, infatti, viene arrestato, e Manolo e Consanti devono fare pressione su un medico e sul Direttore del carcere minacciandoli di morte in caso non fossero riusciti a trovare uno stratagemma per concedere i domiciliari a Buratti per motivi di salute, cosa che puntualmente avviene.
Alla festa per i 40 anni di Federico, organizzata da Consanti e da tutti gli altri membri della banda, l'uomo decide di farla finita e si uccide. Consanti e Manolo decidono allora di vendicare Franchino. Rapiscono Giacomo mentre questi sta amoreggiando con Ludovica sul motorino. Dopo un duro pestaggio, gli sparano in testa in un campo di rugby. La squadra, mettendo insieme tutti i pezzi grazie alla testimonianza di Ludovica che riconosce sul berretto che Consanti aveva con sé il giorno dell'omicidio di Giacomo il logo di un'associazione sportiva capeggiata da Consanti stesso, riesce ad ottenere le prove per incastrare il boss e così si reca a casa sua, dove Daniele lo arresta dopo un conflitto a fuoco. Marco, dopo lo shock subito dalla morte dell'amico, e dopo essere stato lasciato da Sara per avere omesso di raccontarle in quali guai si stesse cacciando Giacomo, decide di entrare in polizia, mentre Daniele e Daria hanno una figlia.

### Seconda stagione -Sfida al cielo
Sono passati circa 4 anni dagli eventi della prima serie. La narcotici sta scortando un prigioniero alla centrale che potrebbe fornire preziose informazioni su un nuovo tipo di droga entrata in circolazione soprattutto tra i giovani, il Blu Ice, e rivelare chi la vende. Mentre stanno scortando il prigioniero, alcuni membri della banda che spaccia Blu Ice posizionano una macchina carica di Semtex, e la fanno esplodere con un telecomando a distanza per uccidere il prigioniero. L'esplosione provoca ferite lievi alla squadra della narcotici mentre Daniele viene portato d'urgenza al pronto soccorso, ma per lui non c'è niente da fare e muore. Daria, che nel frattempo si era sposata con Daniele, e Sara sono distrutte dal dolore.
Il questore nomina quindi Daria a capo della squadra. Si scopre che la bomba è stata attivata da un cellulare a distanza, che però non si riesce ad individuare. Dopo circa 14 mesi, si scopre che il cellulare appartiene ad un importante chirurgo, legato alla nuova banda che spaccia droga. Intanto in carcere, Ivano Consanti continua a gestire il traffico di droga della città, e rifiuta più volte la proposta di un'alleanza fattagli dalla nuova banda, intimando anche attraverso Manolo Billotta quest'ultima ad andarsene da Roma. Intanto Sara, che si è rifidanzata con Marco, che intanto ha iniziato a lavorare nella sezione antiriciclaggio che sta indagando anche lui sulla nuova banda, conosce Alessandro (Fabrizio Traversa), figlio di un altro uomo d'affari, Augusto (Massimo Poggio) e lascia Marco. La narcotici riesce a trovare l'uomo che spaccia droga per conto della nuova banda, e questi gli rivela che il capo è un uomo che si fa chiamare il Comandante (Thomas Trabacchi), ma su intimazione di quest'ultimo, l'uomo si uccide e la squadra deve ricominciare. Marco per indagare, è diventato amico di Zeno (Alessandro Sperduti), figlio di Massimo Conioli, detto il Pugile (Giorgio Caputo), un gestore di una palestra di pugilato e che sembra legato alla Banda del Comandante.
Quest'ultimo pensa di mettere Consanti e Manolo uno contro l'altro, in modo da stringere l'alleanza con il secondo che Consanti gli ha rifiutato. Così, attraverso Massimo, fa uccidere il fratello di Manolo da Carlo un ragazzo che in carcere è uno di fiducia di Consanti, in modo da far credere a Manolo che il mandante dell'omicidio del fratello sia proprio il suo boss. Intanto il Blu Ice uccide una ragazzina di 15 anni, mentre Conioli è costretto a uccidere Fausto Marchi, un ragazzo che spacciava per raccogliere soldi per la sua ragazza ma che viene sgamato dalla polizia, nonostante i tentativi di Zeno di fermarlo. Quest'ultimo accetta di aiutare il padre con il traffico, benché sia rimasto sempre fuori dagli affari del padre, e Marco finge di volerlo aiutare. Intanto Daria, venuta a sapere della vera identità di Marco, accetta a malincuore di farlo collaborare con lei, dopo aver scoperto una donna, soprannominata Evil, che spaccia e ha venduto il Blu Ice a una ragazzina che poi è morta. Zeno, insieme a Marco, va al posto del padre a ritirare un carico di droga all'aeroporto, ma viene fermato da due uomini della sicurezza, per poi riuscire a scappare.

## Produzione

### Caccia al Re - La narcotici
La prima serie è stata prodotta da Goodtime srl e il suo autore è Michele Soavi, che cura anche la regia. Le riprese sono durate dal 21 febbraio al 16 agosto 2010. I protagonisti sono l'attore tedesco Gedeon Burkhard, nel ruolo del vicequestore Daniele Piazza, e Stefano Dionisi, nel ruolo del boss Ivano Consanti, il "Re" che dà il titolo alla fiction. Il resto del cast è composto da Raffaella Rea, Sergio Friscia, Alina Nedelea, Denis Fasolo, Valentino Campitelli, Libero De Rienzo, Michele D'Anca e Ricky Memphis. Inizialmente questa fiction doveva andare in onda su Rai 2, però, per volere del dirigente Rai Fabrizio Del Noce, è andata in onda sulla prima rete.
La serie è andata in onda dal 16 gennaio 2011 all'8 febbraio 2011. Nonostante il target della fiction non sia adatta all'ammiraglia, ha riscosso un buon successo, con una media di 5.200.000 spettatori ed uno share del 20%.

### Sfida al cielo - La narcotici 2
La seconda stagione della serie, dal titolo Sfida al cielo - La narcotici 2, manterrà gli stessi autori della prima stagione, e alla produzione la tedesca Beta Production si affiancherà all'italiana Goodtime, tramutando la serie in una co-produzione italo-tedesca.
Le riprese sono cominciate a giugno 2013, tardi rispetto alle prime indiscrezioni, le quali dicevano che entro la fine del 2012 le riprese sarebbero cominciate. Al cast si aggiunge Thomas Trabacchi nei panni del Comandante, il nuovo antagonista della serie. Nel cast della seconda stagione anche Massimo Poggio, Martina Pinto, Margherita Vicario, Lorenza Guerrieri, Giovanna Rei, Alessandro Sperduti, Caterina Shulha, Giorgio Caputo, Eleonora Sergio, Jacopo Troiani e Manuele Labate questi ultimi due nella parte di Paolo e Roberto, due fratelli alle prese con traffico di sostanze stupefacenti.